# Globo de Ouro para Melhor Música
O Globo de Ouro para Melhor Música é uma categoria da premiação portuguesa Globos de Ouro, uma iniciativa da estação de televisão SIC e da revista Caras, que ocorre desde 1996.
O prémio de Melhor Música foi entregue em todas as edições do evento, com exceção dos anos de 2007, 2008 e 2009, quando foi substituída pela categoria de Artista Revelação (da área da música). 
Ana Moura, Carolina Deslandes e Pedro Abrunhosa são os únicos artistas a ganharem o prémio mais do que uma vez, sendo que apenas Moura e Abrunhosa foram galardoados com o mesmo em três ocasiões.

### Década de 1990
| Ano  | Vencedores                                         | Nomeados |
| ---- | -------------------------------------------------- | -------- |
| 1996 | Delfins - "Sou Como Um Rio"                        | —        |
| 1997 | Pedro Abrunhosa - "Se Eu Fosse Um Dia O Teu Olhar" | —        |
| 1998 | Paulo Gonzo e Olavo Bilac - "Jardins Proibidos"    | —        |
| 1999 | Rui Veloso - "Todo o Tempo do Mundo"               | —        |

### Década de 2000
| Ano  | Vencedores                                            | Nomeados                                                                                              |
| ---- | ----------------------------------------------------- | --- |
| 2000 | Ala dos Namorados e Sara Tavares - "Solta-se o Beijo" | - João Pedro Pais - "Mentira" - Santos & Pecadores - "Fala-me de Amor" - Rui Veloso - "Não Me Mintas" |
| 2001 | Clã - "O Sopro do Coração"                            | |
| 2002 | João Pedro Pais - "Não Há"                            | |
| 2003 | Pedro Abrunhosa - "Momento (Uma Espécie de Céu)"      | |
| 2004 | Toranja - "Carta"                                     | |
| 2005 | Da Weasel - "Re-tratamento"                           | |
| 2006 | Boss AC - "Princesa"                                  | |

### Década de 2010
| Ano  | Vencedores                                              | Nomeados |
| ---- | ------------------------------------------------------- | --- |
| 2010 | Hoje - "Gaivota"                                        | - Adriana - "Cara ou Coroa" - David Fonseca - "A Cry 4 Love" - José Cid - "+ Um Dia"                                                      |
| 2011 | Expensive Soul - "O Amor É Mágico"                      | - Aurea - "Busy (For Me)" - - Deolinda - "Um Contra o Outro" - Miguel Gameiro - "Dá-me Um Abraço"                                         |
| 2012 | Amor Electro - "A Máquina (Acordou)"                    | - Clã - "Asas Delta" - Jorge Palma - "Página em Branco" - JP Simões - "A Pele Que Há em Mim"                                              |
| 2013 | Ana Moura - Desfado"                                    | - Aurea - "Scratch My Back" - Miguel Araújo - "Os Maridos das Outras" - Richie Campbell - "That's How We Roll"                            |
| 2014 | Pedro Abrunhosa e Camané - Para os Braços da Minha Mãe" | - Ala dos Namorados e Shout - "Caçador de Sóis" - Amor Electro - "Só É Fogo Se Queimar" - Os Azeitonas - "Ray-Dee-Oh"                     |
| 2015 | António Zambujo - "Pica do 7"                           | - Capiuca - "Vayorken" - D.A.M.A - "Às Vezes" - Miguel Araújo - "Balada Astral"                                                           |
| 2016 | Ana Moura - "Dia de Folga"                              | - Agir - "Tempo É Dinheiro" - D.A.M.A com Gabriel o Pensador - "Não Faço Questão" - Dengaz com Matay - "Dizer Que Não"                    |
| 2017 | HMB e Carminho - "O Amor É Assim"                       | - D.A.M.A - "Era Eu" - Paulo Gonzo e Raquel Tavares - "Amor Maior" - Richie Campbell - "Do You No Wrong"                                  |
| 2018 | Salvador Sobral - "Amar Pelos Dois"                     | - Agir com Ana Moura - "Manto de Água" - Raquel Tavares - "Como É Grande o Meu Amor Por Você" - Tiago Bettencourt - "Se Me Deixasses Ser" |
| 2019 | Carolina Deslandes - "A Vida Toda"                      | - Capitão Fausto - "Amor, a Nossa Vida" - Márcia - "Tempestade" - Mariza - "Quem Me Dera" - Tiago Nacarato - "A Dança"                    |

### Década de 2020
| Ano  | Vencedores                               | Nomeados |
| ---- | ---------------------------------------- | --- |
| 2021 | Carolina Deslandes - "Por Um Triz"       | - Bárbara Tinoco - "Antes Dela Dizer Que Sim" - The Black Mamba - "Love Is On My Side" - Clã - "Tudo No Amor" - Dino D'Santiago - "Kriolu"                                        |
| 2022 | Ana Moura - "Andorinhas"                 | - Bárbara Bandeira e Carminho- "Onde Vais" - Dino D'Santiago com Slow J - "Esquinas" - Maro - "Saudade, Saudade" - Mimi Froes - "Declarações de Meia Noite"                       |
| 2023 | Os Quatro e Meia - "Na Escola"           | - Bárbara Tinoco - "Chamada Não Atendida" - Marisa Liz - "Guerra Nuclear" - Milhanas - "Mais Que ao Sol" - Salvador Sobral - "Tristeza dos Dois"                                  |
| 2024 | Ana Lua Caiano - "Deixem o Morto Morrer" | - Carolina de Deus e António Zambujo - "Dores de Crescimento" - Miguel Araújo e Os Quatro e Meia - "Saudade" - Nuno Ribeiro com Calema e Mariza - "Maria Joana" - Slow J - "Tata" |

1. ↑  «Todos os vencedores da história dos Globos de Ouro». Caras. 19 de maio de 2017. Consultado em 7 de abril de 2025
2. ↑  «Todos os vencedores da história dos Globos de Ouro». Caras. 19 de maio de 2017. Consultado em 7 de abril de 2025
3. ↑  «Todos os vencedores da história dos Globos de Ouro». Caras. 19 de maio de 2017. Consultado em 7 de abril de 2025
4. ↑  «Todos os vencedores da história dos Globos de Ouro». Caras. 19 de maio de 2017. Consultado em 7 de abril de 2025
5. ↑  «Todos os vencedores da história dos Globos de Ouro». Caras. 19 de maio de 2017. Consultado em 7 de abril de 2025
6. ↑  «Todos os vencedores da história dos Globos de Ouro». Caras. 19 de maio de 2017. Consultado em 7 de abril de 2025
7. ↑  «Todos os vencedores da história dos Globos de Ouro». Caras. 19 de maio de 2017. Consultado em 7 de abril de 2025
8. ↑  «Todos os vencedores da história dos Globos de Ouro». Caras. 19 de maio de 2017. Consultado em 7 de abril de 2025
9. ↑  «Todos os vencedores da história dos Globos de Ouro». Caras. 19 de maio de 2017. Consultado em 7 de abril de 2025
10. ↑  «Todos os vencedores da história dos Globos de Ouro». Caras. 19 de maio de 2017. Consultado em 7 de abril de 2025
11. ↑  «Todos os vencedores da história dos Globos de Ouro». Caras. 19 de maio de 2017. Consultado em 7 de abril de 2025
12. ↑  «Todos os vencedores da história dos Globos de Ouro». Caras. 19 de maio de 2017. Consultado em 7 de abril de 2025
13. ↑  «Todos os vencedores da história dos Globos de Ouro». Caras. 19 de maio de 2017. Consultado em 7 de abril de 2025
14. ↑  Afonso, Pedro (21 de maio de 2012). «Globos De Ouro 2012 – Os Vencedores.». Laxante Cultural. Consultado em 7 de abril de 2025
15. ↑  «Todos os vencedores da história dos Globos de Ouro». Caras. 19 de maio de 2017. Consultado em 7 de abril de 2025
16. ↑  «Todos os vencedores da história dos Globos de Ouro». Caras. 19 de maio de 2017. Consultado em 7 de abril de 2025
17. ↑  «Todos os vencedores da história dos Globos de Ouro». Caras. 19 de maio de 2017. Consultado em 7 de abril de 2025
18. ↑  «Todos os vencedores da história dos Globos de Ouro». Caras. 19 de maio de 2017. Consultado em 7 de abril de 2025
19. ↑  «Todos os vencedores da história dos Globos de Ouro». Caras. 19 de maio de 2017. Consultado em 7 de abril de 2025
20. ↑  Monteiro, Rui (21 de maio de 2018). «Globos de Ouro 2018: e os vencedores são…». TimeOut. Consultado em 7 de abril de 2025
21. ↑  Gonçalves, Mauro (30 de setembro de 2019). «Globos de Ouro: os vencedores, o aplauso para Fernanda Montenegro e o regresso de Bárbara Guimarães». Observador. Consultado em 7 de abril de 2025
22. ↑  «Globos de Ouro: os vencedores». MegaHits. Consultado em 7 de abril de 2025
23. ↑  «Os vencedores e os looks da Gala dos Globos de Ouro 2022». BeTrend. Consultado em 7 de abril de 2025
24. ↑  «Foram revelados os nomeados às categorias de música nos Globos de Ouro». Blitz/Expresso. 26 de julho de 2023. Consultado em 7 de abril de 2025
25. ↑  «XXVIII Gala dos Globos de Ouro: Nomeados na categoria Música». SIC. 23 de julho de 2024. Consultado em 7 de abril de 2025